# Mercedes-Benz GLC Coupe
Mercedes-Benz GLC Coupe – samochód osobowy typu SUV Coupé klasy średniej produkowany pod niemiecką marką Mercedes-Benz od 2016 roku. Od 2023 roku produkowana jest druga generacja modelu.

## Pierwsza generacja

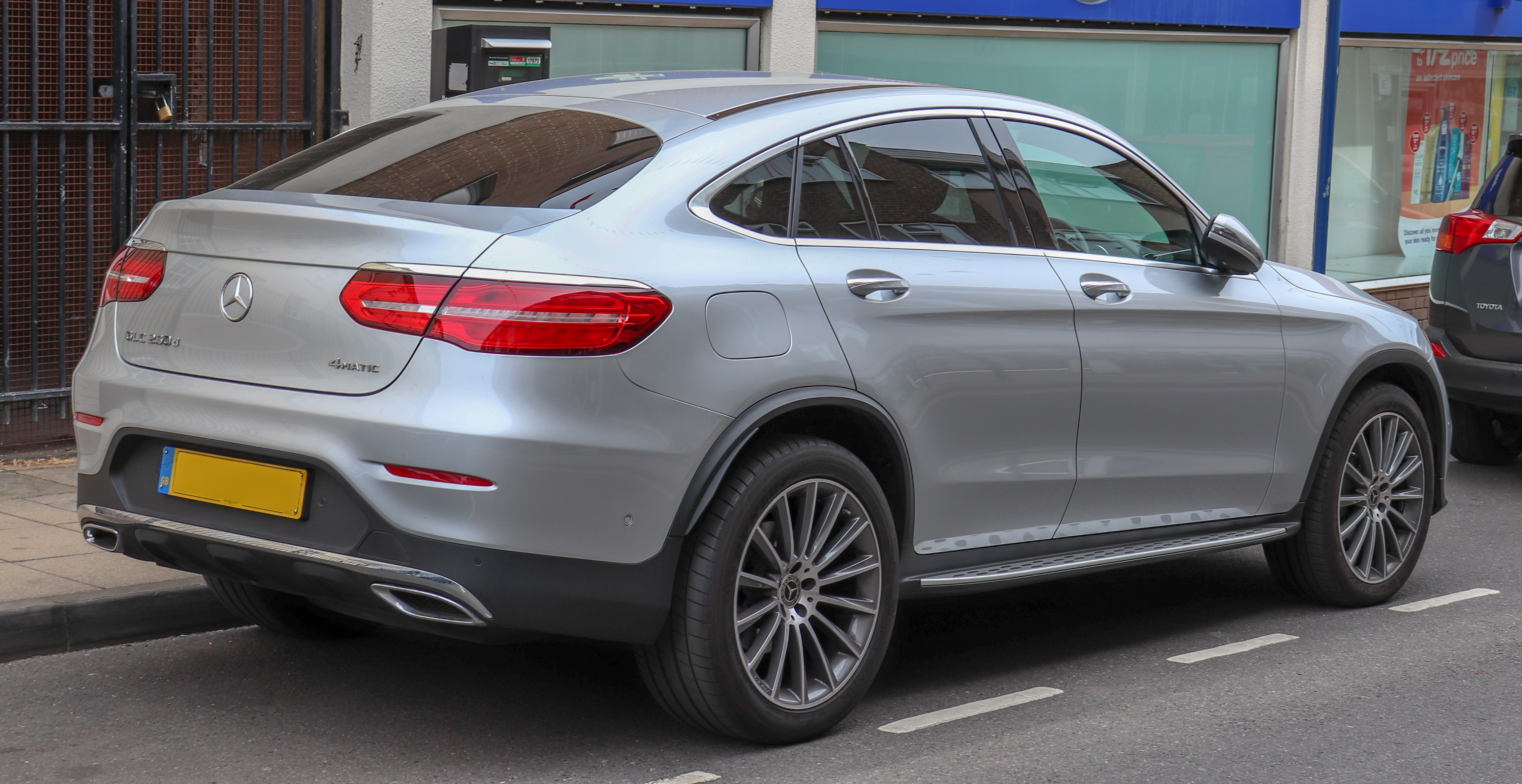
Mercedes-Benz GLC Coupe I (C253) – tył

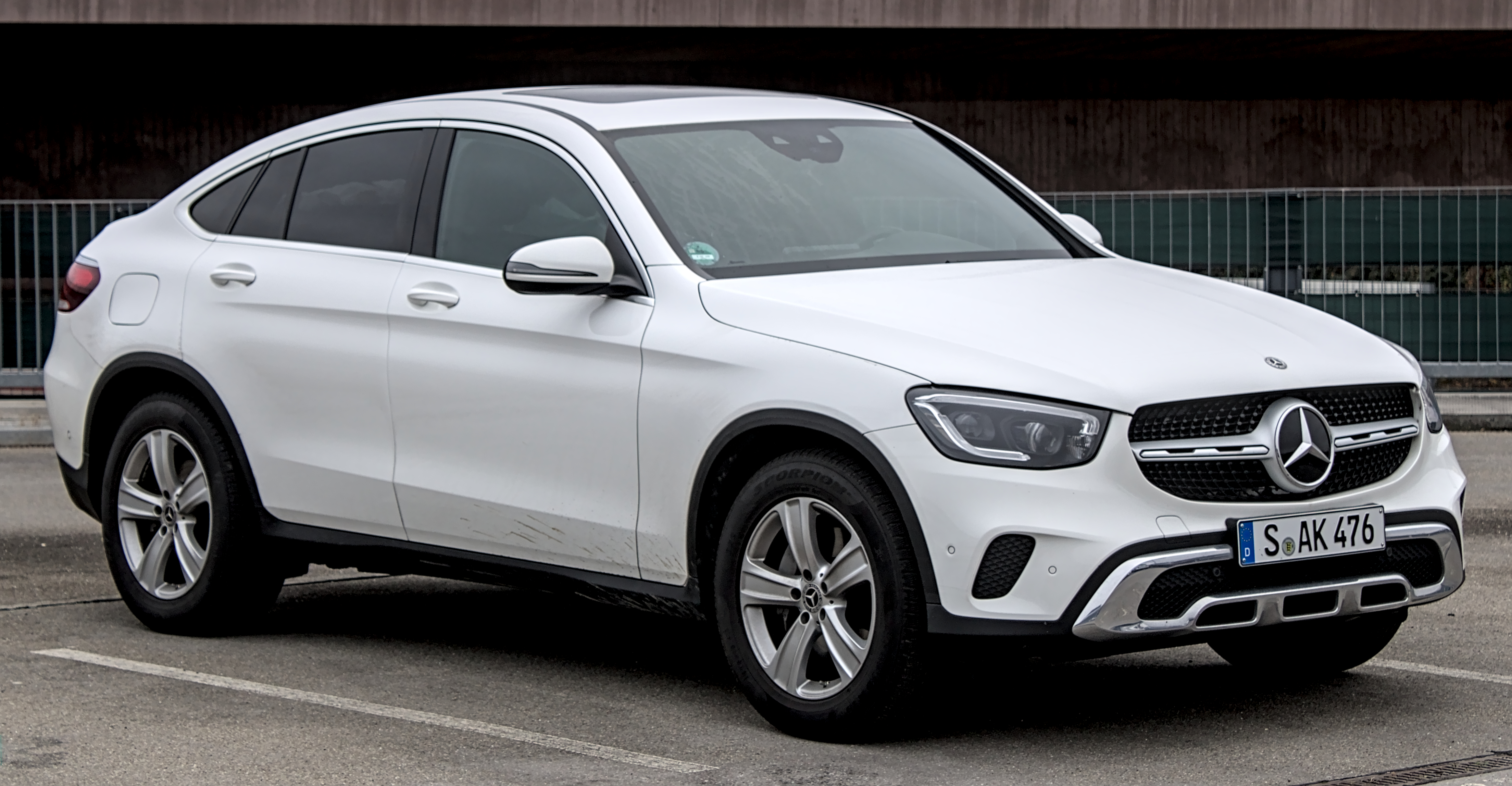
Mercedes-Benz GLC Coupe I (C253) po liftingu

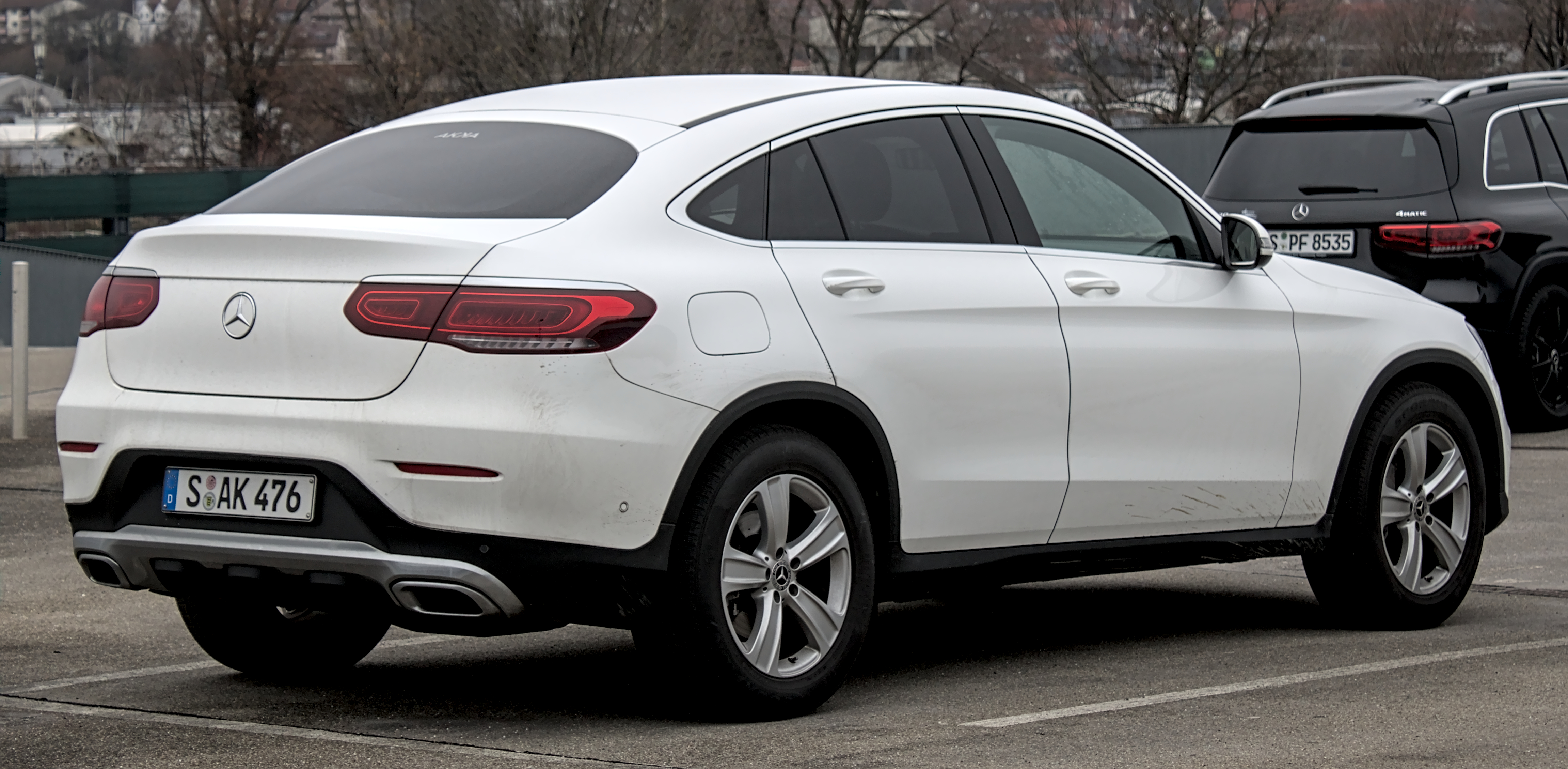
Mercedes-Benz GLC Coupe I (C253) - tył po liftingu

Samochód zadebiutował po raz pierwszy w marcu 2016 roku. Pojazd zyskał kod fabryczny C253. GLC Coupe to pierwszy w historii marki SUV Coupe klasy średniej i drugie tego typu auto w ofercie po przedstawionym rok wcześniej, większym GLE Coupe. Podobnie jak on, także i GLC Coupe jest odpowiedzią na produkt BMW, a konkretniej model X4.

### Stylistyka
W porównaniu do tradycyjnego modelu GLC, samochód zyskał ścięty tył o obłym kształcie. Charakterystycznym elementem są wąskie, podłużne lampy nawiązujące kształtem do klasycznych coupe marki. Ponadto, GLC Coupe zyskało bardziej sportowo zestrojone zawieszenie i układ kierowniczy.
Światowa premiera modelu odbyła się na New York Auto Show 2016. Sprzedaż ruszyła z kolei w czerwcu 2016 roku.

### Lifting
W marcu 2019 roku Mercedes przedstawił GLC Coupe po gruntownej modernizacji. Analogicznie do bratniego GLC, samochód otrzymał nowy pas przedni z innym kształtem zderzaków i odświeżonym kształtem reflektorów. Zmieniono także wkłady tylnych lamp, a ponadto pojawiły się także nowe materiały wykończeniowe w środu i większy ekran do sterowania systemem multimedialnym.

## Druga generacja

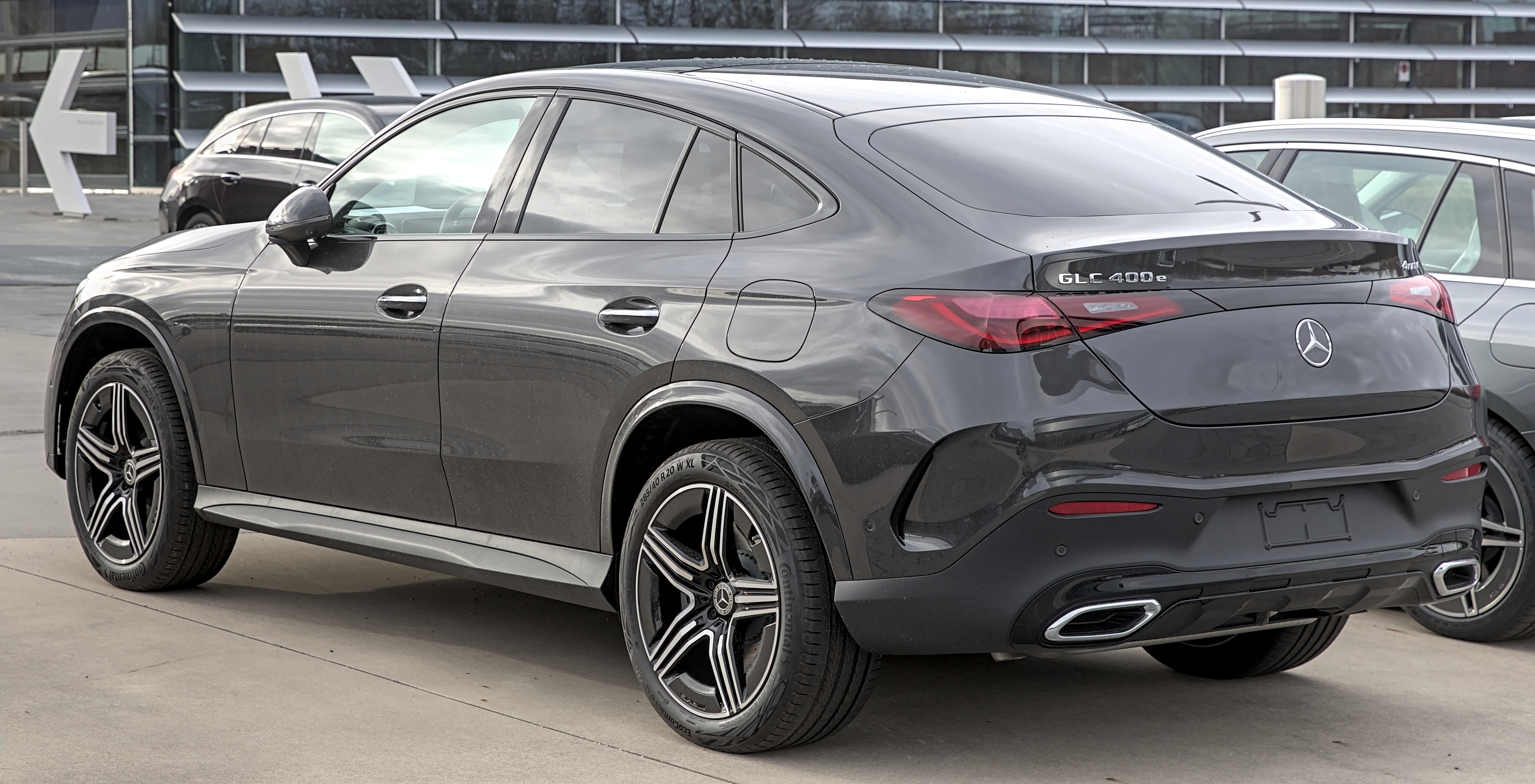
Mercedes-Benz GLC Coupé II (C254) – tył

Mercedes-Benz GLC Coupe został zaprezentowany w 2023 roku dokładnie 7 lat od premiery poprzednika. Samochód oznaczono kodem C254. Jego wprowadzenie na rynek zostało zaplanowane na lipiec 2023 roku. Jest nieco dłuższy i wyższy od poprzednika.